# Superserien för herrar
Superserien är den högsta serien i amerikansk fotboll för herrar i Sverige. Serien består 2025 av nio lag. Svenska mästerskapet avgörs genom ett slutspel mellan de fyra bäst placerade lagen i serien.

## Historia

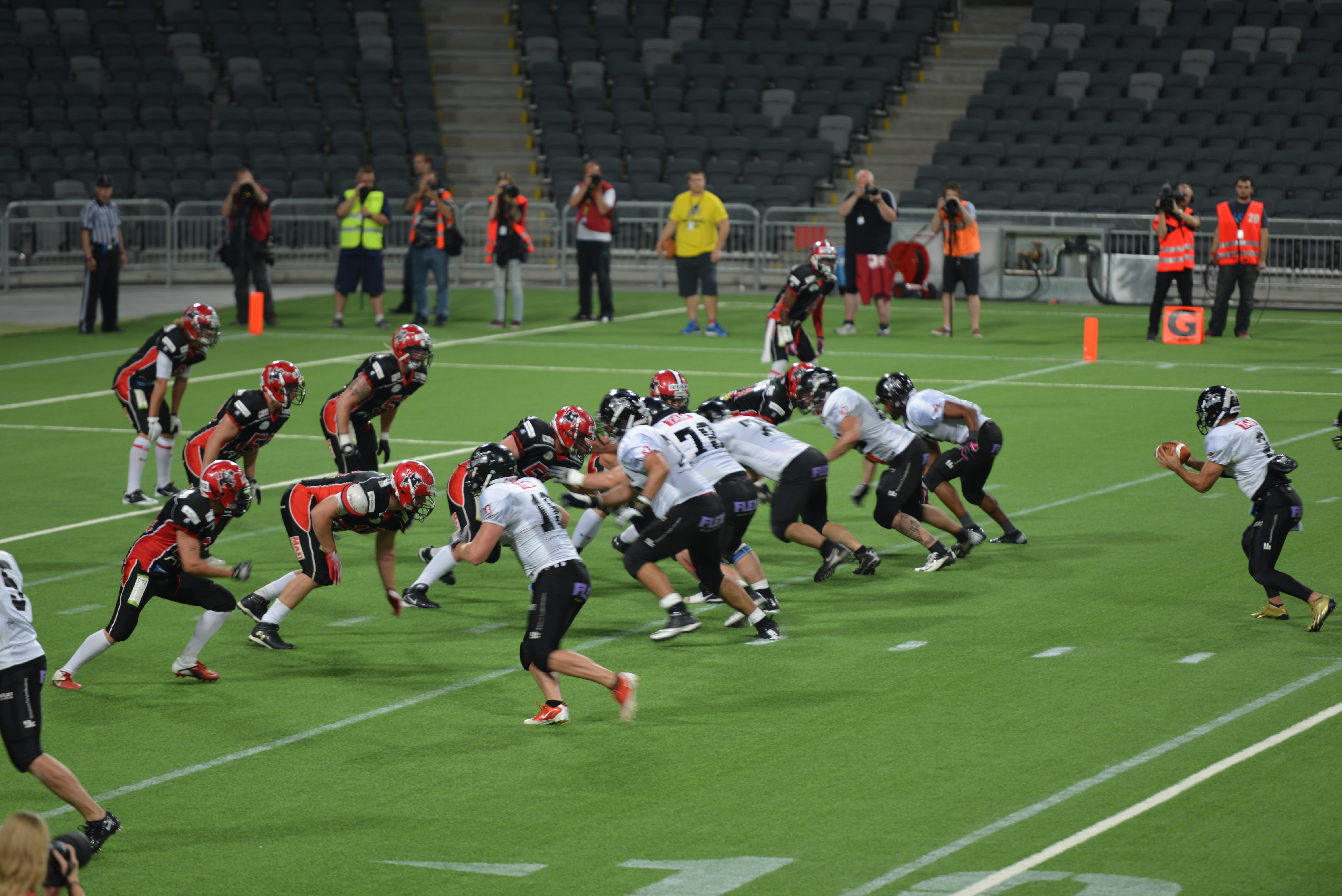
Carlstad Crusaders mot Örebro Black Knights i SM-finalen 2013.

Superserien startade 1991 och vanns då av Uppsala 86ers som även segrade i det efterföljande slutspelet och därmed blev svenska mästare. Den första serien bestod av sex lag som mötte varandra i dubbelmöten hemma och borta. Genom åren har spelform och antal lag varierat, ibland från år till år. Antal lag i serien har varit mellan fyra och tio. Det har flera gånger hänt att lag har hoppat av före eller under säsongen.

### Spelformat
Den vanligaste spelformen har varit dubbelmöten då lagen har mött varandra på hemma- och bortaplan. Under säsongerna 1992–1995 tillämpades rena enkelmöten. Den tredje formen har varit spel med konferenser. Lagen delades ursprungligen in i två geografiskt baserade konferenser.  Lag från samma konferens möttes i dubbelmöten medan lag från olika konferenser möttes i enkelmöten. Konferenser användes säsongerna 1996–1999 samt 2001, 2002 och 2013–2015. Under de första två säsongerna användes en tabell för respektive konferens (norr och söder), men senare har en enda gemensam tabell använts. Från och med 2013 bestäms konferensindelningen av lagens placering i föregående säsongs grundserie. 2014 utökades antalet konferenser till tre. Även under 2025 säsong spelades tre konferenser med dubbelmöten inom konferensen samt enkelmöten med två av tre lag i övriga konferenser, dvs 8 matcher per lag.
Under 2012 och 2016 tillämpades en fjärde spelform. Lagen mötte fyra av de andra lagen i dubbelmöten och de övriga två i enkelmöten utan någon uppdelning i konferenser.
| Säsong    | Antal lag | Antal omgångar | Antal konferenser | Antal möten          | Antal möten        | Antal slutspelslag |
| Säsong    | Antal lag | Antal omgångar | Antal konferenser | Inom konferens/serie | Mellan konferenser | Antal slutspelslag |
| --------- | --------- | -------------- | ----------------- | -------------------- | ------------------ | ------------------ |
| 1991      | 6         | 10             | –                 | 2                    | –                  | 4                  |
| 1992      | 7         | 6              | –                 | 1                    | –                  | 6                  |
| 1993      | 9         | 8              | –                 | 1                    | –                  | 4                  |
| 1994      | 10        | 9              | –                 | 1                    | –                  | 4                  |
| 1995      | 9         | 8              | –                 | 1                    | –                  | 6                  |
| 1996      | 7         | 8–9            | 2                 | 2                    | 1                  | 4                  |
| 1997–1999 | 8         | 10             | 2                 | 2                    | 1                  | 4                  |
| 2000      | 7         | 12             | –                 | 2                    | –                  | 4                  |
| 2001      | 7         | 8–9            | 2                 | 2                    | 1                  | 4                  |
| 2002      | 8         | 10             | 2                 | 2                    | 1                  | 6                  |
| 2003      | 5         | 8              | –                 | 2                    | –                  | 4                  |
| 2004      | 8         | 10             | 2                 | 2                    | 1                  | 6                  |
| 2005–2007 | 5         | 8              | –                 | 2                    | –                  | 4                  |
| 2008      | 7         | 12             | –                 | 2                    | –                  | 4                  |
| 2009–2011 | 6         | 10             | –                 | 2                    | –                  | 4                  |
| 2012      | 7         | 10             | –                 | 1–2                  | –                  | 4                  |
| 2013      | 8         | 10             | 2                 | 2                    | 1                  | 4                  |
| 2014–2015 | 9         | 10             | 3                 | 2                    | 1                  | 4                  |
| 2016      | 7         | 10             | –                 | 1–2                  | –                  | 4                  |
| 2017      | 6         | 10             | –                 | 2                    | –                  | 4                  |
| 2018      | 5         | 8              | –                 | 2                    | –                  | 4                  |
| 2019      | 4         | 8              | –                 | 2                    | –                  | 4                  |
| 2020      | 4         | 6              | –                 | 2                    | –                  | 4                  |
| 2021      | 4         | 3              | –                 | 1                    | –                  | 3                  |
| 2022      | 4         | 6              | –                 | 2                    | –                  | 4                  |
| 2023      | 4         | 6              | –                 | 2                    | –                  | 3                  |
| 2024      | 8         | 7              | –                 | 1                    | –                  | 6                  |
| 2025      | 9         | 8              | 3                 | 4                    | 4                  | 4                  |

## Spelformat
Superserien består 2025 av nio lag. Vinst ger två poäng, oavgjort en poäng medan förlust inte ger någon poäng. Serien är uppdelad i tre konferenser och lagen möts i dubbelmöten inom konferensen och enkelmöten mot två av tre lag i de andra konferenserna. Placeringen i den färdigspelade serien bestäms i första hand av antal poäng. Om två lag hamnar på samma poäng avgörs placeringen i första hand av inbördes möten, därefter av poängskillnad och sist av totalt antal gjorda poäng (mål). Om lagen fortfarande är jämna används lottning för att skilja dem åt.

## Klubbar i Superserien 2025
| Klubb                   | Placering 2024 | Hemort        | Hemmaarena                  | Publikkapacitet |
| ----------------------- | -------------- | ------------- | --------------------------- | --------------- |
| AIK                     | 8              | Solna         | Bergshamra IP               | ca 500          |
| Carlstad Crusaders      | 1              | Karlstad      | Sola Arena                  | 4 000           |
| Copenhagen Towers       | Ny             | Köpenhamn     | Gentofte Sportspark         | 15 000          |
| Kristianstad Predators  | 7              | Kristianstad  | Kristianstads fotbollsarena | 2 500           |
| Limhamn Griffins        | 6              | Malmö         | Hästhagens IP               | ca 2 000        |
| Oslo Vikings            | 5              | Oslo          | Frogner Stadion             | ca 2 000        |
| Stockholm Mean Machines | 2              | Stockholm     | Zinkensdamms IP             | ca 2 000        |
| Tyresö Royal Crowns     | 3              | Tyresö kommun | Tyresövallen                | ca 2 700        |
| Örebro Black Knights    | 4              | Örebro        | Behrn Arena                 | 12 645          |

## Segrare genom åren
| Säsong | Seriesegrare                | Svenska mästare             |
| ------ | --------------------------- | --------------------------- |
| 1991   | Uppsala 86ers               | Uppsala 86ers               |
| 1992   | Limhamn Griffins            | Uppsala 86ers(2)            |
| 1993   | Uppsala 86ers(2)            | Limhamn Griffins            |
| 1994   | Limhamn Griffins(2)         | Limhamn Griffins(2)         |
| 1995   | Limhamn Griffins(3)         | Solna Chiefs                |
| 1996   | Kristianstad C4 Lions       | Kristianstad C4 Lions(4)    |
| 1997   | Limhamn Griffins(4)         | Stockholm Mean Machines(2)  |
| 1998   | Stockholm Mean Machines     | Stockholm Mean Machines(3)  |
| 1999   | Stockholm Mean Machines(2)  | Stockholm Mean Machines(4)  |
| 2000   | Stockholm Mean Machines(3)  | Stockholm Mean Machines(5)  |
| 2001   | Stockholm Mean Machines(4)  | Tyresö Royal Crowns         |
| 2002   | Arlanda Jets                | Stockholm Mean Machines(6)  |
| 2003   | Carlstad Crusaders          | Arlanda Jets                |
| 2004   | Carlstad Crusaders(2)       | Stockholm Mean Machines(7)  |
| 2005   | Stockholm Mean Machines(5)  | Stockholm Mean Machines(8)  |
| 2006   | Stockholm Mean Machines(6)  | Stockholm Mean Machines(9)  |
| 2007   | Carlstad Crusaders(3)       | Limhamn Griffins(3)         |
| 2008   | Stockholm Mean Machines(7)  | Stockholm Mean Machines(10) |
| 2009   | Carlstad Crusaders(4)       | Stockholm Mean Machines(11) |
| 2010   | Carlstad Crusaders(5)       | Carlstad Crusaders          |
| 2011   | Carlstad Crusaders(6)       | Carlstad Crusaders(2)       |
| 2012   | Tyresö Royal Crowns         | Carlstad Crusaders(3)       |
| 2013   | Tyresö Royal Crowns(2)      | Carlstad Crusaders(4)       |
| 2014   | Carlstad Crusaders(7)       | Carlstad Crusaders(5)       |
| 2015   | Tyresö Royal Crowns(3)      | Carlstad Crusaders(6)       |
| 2016   | Carlstad Crusaders(8)       | Carlstad Crusaders(7)       |
| 2017   | Carlstad Crusaders(9)       | Carlstad Crusaders(8)       |
| 2018   | Carlstad Crusaders(10)      | Stockholm Mean Machines(12) |
| 2019   | Stockholm Mean Machines(8)  | Stockholm Mean Machines(13) |
| 2020   | Stockholm Mean Machines(9)  | Carlstad Crusaders(9)       |
| 2021   | Örebro Black Knights        | Örebro Black Knights        |
| 2022   | Stockholm Mean Machines(10) | Stockholm Mean Machines(14) |
| 2023   | Stockholm Mean Machines(11) | Stockholm Mean Machines(15) |
| 2024   | Carlstad Crusaders(11)      | Carlstad Crusaders(10)      |
| 2025   | Carlstad Crusaders(12)      | Carlstad Crusaders(11)      |

(#)Antal seriesegrar/svenska mästerskap vunna vid tidpunkten.

## Seriesegrare
Tabellen nedan visar antal gånger respektive lag har vunnit Superserien. För säsongerna 1996 och 1997, då serien bestod av två konferenser utan gemensam tabell, har en sammanvägd tabells segrare räknats fram.
| Titlar | Lag                                                       |
| ------ | --------------------------------------------------------- |
| 12     | Carlstad Crusaders                                        |
| 11     | Stockholm Mean Machines                                   |
| 4      | Limhamn Griffins                                          |
| 3      | Tyresö Royal Crowns                                       |
| 2      | Uppsala 86ers                                             |
| 1      | Arlanda Jets, Kristianstad C4 Lions, Örebro Black Knights |

## Maratontabell

### Grundserie
Maratontabell för grundserien säsongerna 1991–2025.
| Nr | Lag                                  | Säs | Sp   | V    | O  | F     | GP    | IP    | PS    | P    |
| -- | ------------------------------------ | --- | ---- | ---- | -- | ----- | ----- | ----- | ----- | ---- |
| 1  | Stockholm/Danderyd Mean Machines     | 35  | 306  | 199  | 3  | 104   | 8740  | 6303  | 2437  | 401  |
| 2  | Carlstad Crusaders                   | 28  | 247  | 198  | 2  | 47    | 9358  | 3847  | 5511  | 398  |
| 3  | Tyresö Royal Crowns                  | 22  | 206  | 116  | 0  | 90    | 5656  | 4729  | 927   | 232  |
| 4  | Örebro Black Knights                 | 25  | 216  | 107  | 3  | 106   | 5422  | 5184  | 238   | 217  |
| 5  | Limhamn Griffins                     | 18  | 163  | 79   | 1  | 83    | 3539  | 3968  | -429  | 159  |
| 6  | Arlanda Jets                         | 19  | 179  | 76   | 3  | 100   | 4293  | 5207  | -914  | 155  |
| 7  | Uppsala 86ers                        | 19  | 166  | 74   | 1  | 91    | 4000  | 4386  | -386  | 149  |
| 8  | Kristianstad C4 Lions                | 9   | 80   | 49   | 0  | 31    | 2109  | 1533  | 576   | 98   |
| 9  | Göteborg Marvels/Göteborg Giants     | 14  | 126  | 35   | 1  | 90    | 2319  | 3765  | -1446 | 71   |
| 10 | AIK/STU Northside Bulls              | 11  | 107  | 34   | 1  | 72    | 2249  | 3528  | -1279 | 69   |
| 11 | Solna Chiefs/Stockholm City Wildcats | 8   | 71   | 26   | 0  | 45    | 1437  | 2189  | -752  | 52   |
| 12 | Kristianstad Predators               | 5   | 45   | 21   | 0  | 24    | 1259  | 1199  | 60    | 42   |
| 13 | Gefle Red Devils                     | 2   | 17   | 8    | 1  | 8     | 391   | 448   | -57   | 17   |
| 14 | Norrköping Panthers                  | 2   | 18   | 6    | 0  | 12    | 336   | 683   | -347  | 12   |
| 15 | Oslo Vikings                         | 2   | 15   | 5    | 0  | 10    | 310   | 439   | -129  | 10   |
| 16 | Halmstad Eagles                      | 2   | 17   | 4    | 0  | 13    | 268   | 559   | -291  | 8    |
| 17 | Djurgårdens IF                       | 2   | 20   | 4    | 0  | 16    | 183   | 617   | -434  | 8    |
| 18 | Sundsvall Flames                     | 1   | 10   | 3    | 0  | 7     | 222   | 436   | -214  | 6    |
| 19 | Västerås Roedeers                    | 2   | 20   | 3    | 0  | 17    | 308   | 869   | -561  | 6    |
| 20 | Helsingborg Westcoasters             | 1   | 9    | 1    | 0  | 8     | 148   | 339   | -191  | 2    |
| 21 | Karlskoga Wolves                     | 1   | 12   | 1    | 0  | 11    | 146   | 605   | -459  | 2    |
| 22 | Alelyckan Sundevils                  | 1   | 6    | 0    | 0  | 6     | 95    | 220   | -125  | 0    |
| 23 | Lund Vikings                         | 1   | 8    | 0    | 0  | 8     | 92    | 255   | -163  | 0    |
| 24 | Copenhagen Towers                    | 1   | 8    | 0    | 0  | 8     | 106   | 216   | -210  | 0    |
| 25 | Ystad Rockets                        | 1   | 10   | 0    | 0  | 10    | 52    | 340   | -288  | 0    |
| 26 | Jamtland Republicans                 | 4   | 34   | 0    | 0  | 34    | 325   | 1399  | -1074 | 0    |
|    | Totalt                               | –   | 2116 | 1049 | 16 | 1051* | 53363 | 53363 | 0     | 2114 |

*1998 dömdes både Limhamn Griffins och Göteborg Giants som förlorare i en match där båda använt olicensierade spelare.

### Slutspel
Maratontabell för slutspelet säsongerna 1991–2024.
| Nr | Lag                                  | Säs | Sp  | V   | O | F   | GP   | IP   | PS   | P   |
| -- | ------------------------------------ | --- | --- | --- | - | --- | ---- | ---- | ---- | --- |
| 1  | Stockholm/Danderyd Mean Machines     | 29  | 50  | 35  | 0 | 15  | 1498 | 1026 | 472  | 70  |
| 2  | Carlstad Crusaders                   | 28  | 47  | 31  | 0 | 16  | 1620 | 955  | 665  | 62  |
| 3  | Tyresö Royal Crowns                  | 18  | 28  | 11  | 0 | 17  | 689  | 805  | -116 | 22  |
| 4  | Limhamn Griffins                     | 12  | 17  | 8   | 0 | 9   | 362  | 405  | -43  | 16  |
| 5  | Örebro Black Knights                 | 17  | 24  | 8   | 0 | 16  | 503  | 773  | -270 | 16  |
| 6  | Uppsala 86ers                        | 12  | 17  | 7   | 0 | 10  | 476  | 584  | -108 | 14  |
| 7  | Kristianstad C4 Lions                | 7   | 11  | 5   | 0 | 6   | 259  | 295  | -36  | 10  |
| 8  | Arlanda Jets                         | 11  | 14  | 4   | 0 | 10  | 302  | 478  | -176 | 8   |
| 9  | Solna Chiefs/Stockholm City Wildcats | 3   | 5   | 3   | 0 | 2   | 111  | 159  | -48  | 6   |
| 10 | Oslo Vikings                         | 1   | 2   | 1   | 0 | 1   | 69   | 70   | -1   | 2   |
| 11 | Sundsvall Flames                     | 1   | 1   | 0   | 0 | 1   | 12   | 23   | -11  | 0   |
| 12 | Djurgårdens IF                       | 1   | 1   | 0   | 0 | 1   | 3    | 28   | -25  | 0   |
| 13 | Gefle Red Devils                     | 2   | 2   | 0   | 0 | 2   | 36   | 81   | -45  | 0   |
| 14 | Göteborg Marvels/Göteborg Giants     | 3   | 3   | 0   | 0 | 3   | 43   | 100  | -57  | 0   |
| 15 | Kristianstad Predators               | 2   | 2   | 0   | 0 | 2   | 7    | 105  | -98  | 0   |
| 16 | STU Northside Bulls                  | 2   | 2   | 0   | 0 | 2   | 6    | 109  | -103 | 0   |
|    | Totalt                               | –   | 220 | 110 | 0 | 110 | 5863 | 5863 | 0    | 220 |

## Rekord
Tabellen nedan visar rekord som satts sedan starten av Superserien 1991.
| Rekord                     | Resultat       | Lag                                          | År   |
| -------------------------- | -------------- | -------------------------------------------- | ---- |
| Största vinst              | 92–0           | Stockholm Mean Machines – Västerås Roedeers  | 1997 |
| Mest poäng/match           | 129 (62–67)    | Solna Chiefs – Tyresö Royal Crowns           | 2004 |
| Minst poäng/match          | 6 (6–0)        | Kristianstad C4 Lions – Örebro Black Knights | 1995 |
| Mest poäng/säsong          | 637            | Stockholm Mean Machines                      | 2000 |
| Största vinst i slutspel   | 69–6           | Tyresö Royal Crowns – STU Northside Bulls    | 2012 |
| Mest poäng/slutspelsmatch  | 138 (57–81)    | Uppsala 86ers – Carlstad Crusaders           | 2013 |
| Minst poäng/slutspelsmatch | 0 (0–0,0–7 ÖT) | Carlstad Crusaders – Stockholm Mean Machines | 2004 |